# Kirstin Bauch

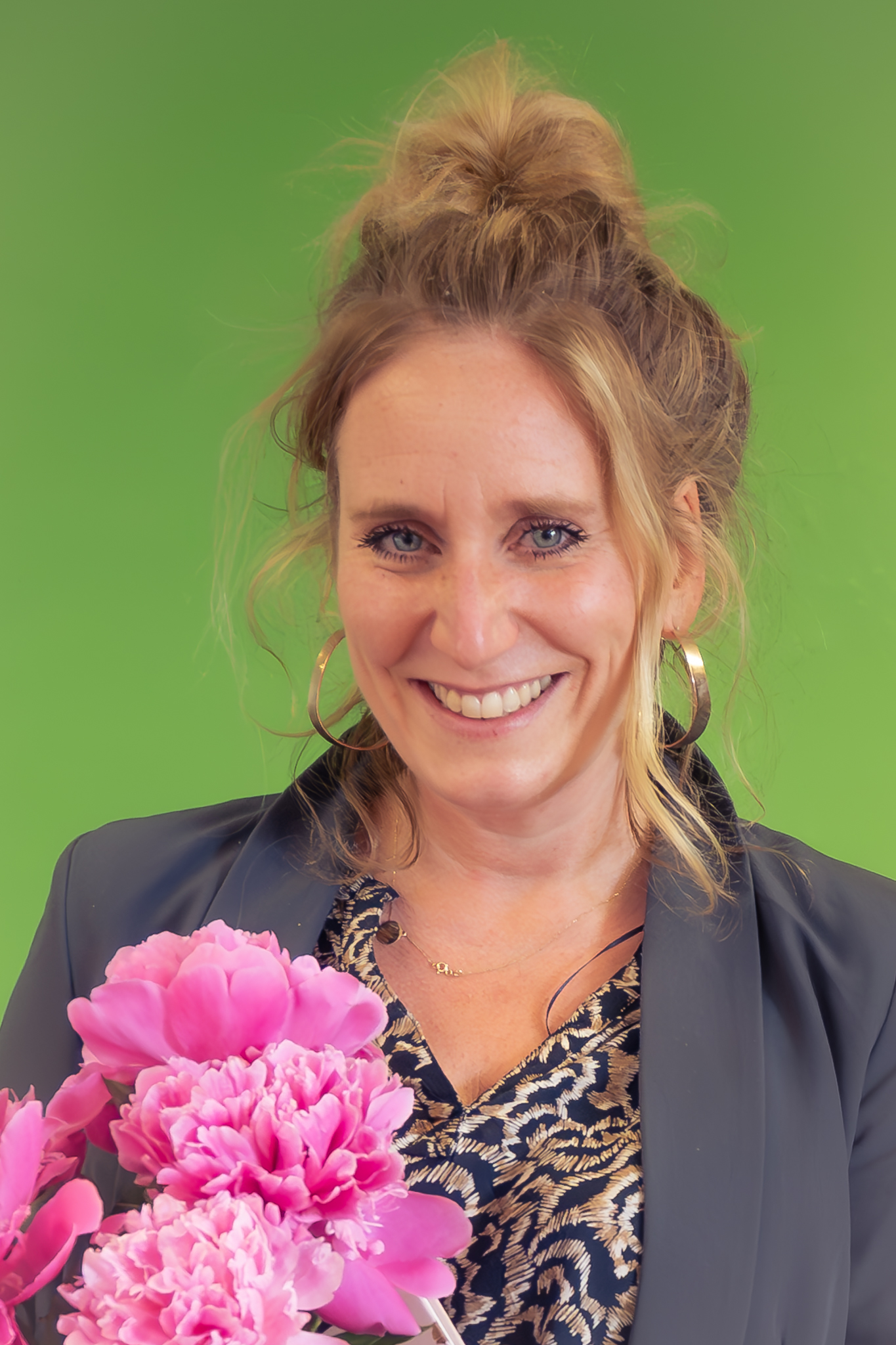
Kirstin Bauch (2022)

Kirstin Bauch (* 1980 in Stuttgart) ist eine deutsche Politikerin der Partei Bündnis 90/Die Grünen. Seit dem 16. Dezember 2021 ist sie Bezirksbürgermeisterin des Berliner Bezirks Charlottenburg-Wilmersdorf.

## Leben
Sie studierte Sozialwissenschaften an der Humboldt-Universität zu Berlin und war von 2011 bis 2019 Kreisgeschäftsführerin der Grünen. Von 2017 an war sie wissenschaftliche Mitarbeiterin im Büro der Bundestagsabgeordneten Lisa Paus und des Mitglieds des Berliner Abgeordnetenhauses Petra Vandrey. Sie hat drei Kinder.

## Bezirksbürgermeisterin
Nach den später als ungültig erklärten Wahlen 2021 stellten die Berliner Grünen zunächst die stärkste Fraktion in der Bezirksverordnetenversammlung Charlottenburg-Wilmersdorf. Nach der Wahl schlossen Grüne und SPD eine sogenannte Zählgemeinschaft – eine Form der Zusammenarbeit im Bezirk und wählten Bauch zur Bezirksbürgermeisterin, sodass erstmals eine Politikerin der Grünen dieses Amt in Charlottenburg‑Wilmersdorf übernahm. 
Bei der Wiederholungswahl im Februar 2023 wurde die CDU mit 30,7 % stärkste Partei und lag damit nun vor den Grünen, die auf 23,9 % fielen.
Bezirksbürgermeister in Berlin sind Wahlbeamte auf Zeit – und das bis zum Ende der Legislaturperiode 2026. Eine Abwahl durch die BVV ist nur möglich, wenn mindestens zwei Drittel zustimmen. Da diese breite Mehrheit nicht erreicht wurde, konnte Bauch nicht automatisch abgesetzt werden. Erst im März/April 2023 trat eine rechtliche Reform in Kraft, die einen Amtswechsel nach solchen Mehrheitsverschiebungen ermöglichen könnte.